# Ain el-Ghuweir
ʿAin el-Ghuweir (arabisch عين الغوير, DMG ʿAin al-Ġuwair) ist eine archäologische Stätte im Westjordanland. Sie befindet sich etwa 15 km südlich von Khirbet Qumran am Westufer des Toten Meeres. Hier erstreckt sich über etwa 2 km ein durch zahlreiche Quellen gespeistes, sumpfiges Gebiet, das im nördlichen Teil den arabischen Namen ʿAin el-Ghuweir, im südlichen Teil ʿAin at-Turaba trägt. Die neuhebräischen Namen lauten ʿEinot Qaneh (für Ghuweir) und ʿEinot Samar (für Turaba). Die kurze Schlucht, die sich bei ʿAin el-Ghuweir zum Tal des Toten Meeres öffnet, heißt arabisch Wadi Ghuweir, neuhebräisch Naḥal Qaneh.

## Forschungsgeschichte
Die archäologischen Stätten am Westufer des Toten Meeres, darunter die Ruinen von ʿAin el-Ghuweir, untersuchte Ian Blake 1964–1966 im Auftrag der Jerusalemer British School of Archaeology. Blake beschrieb eine 350 m lange Mauer parallel zur Uferlinie und zwischen Mauer und Ufer ein Gebäude mit einer Grundfläche von 7,5 × 10 m, das er als drei Räume und einen Innenhof interpretierte. Es war bereits in der Antike durch Brand zerstört worden. In einem der Räume fand Blake Haushaltskeramik, im Brandschutt des Türbereichs den metallenen Türklopfer.
Zwischen 1967 und 1976 führte die Israelische Altertümerverwaltung eine umfassende Ausgrabung von ʿAin el-Ghuweir unter Leitung von Pessach Bar-Adon durch.

## Eisenzeit II
Bar-Adon fand Reste einer Siedlung aus der Eisenzeit II (8./7. Jahrhundert v. Chr.), die er mit dem biblischen Ort Nibschan (hebräisch נבשן nivšān, Jos 15,62 ) identifizierte. Das hervorstechende Merkmal war eine 600 m lange Mauer mit 18 zu beiden Seiten, meist aber an der Ostseite daran angebauten Räumen. Ein Gebäude mit der Grundfläche von 8 × 11 m (fünf Räume und ein Innenhof) diente gewerblichen Zwecken, der Ausgräber vermutete hier eine Parfümproduktion.
Das eisenzeitliche ʿAin at-Turaba im Südteil der Oase war ein fester Turm mit einer Grundfläche von 15 × 13 m mit einem im Norden anschließenden Hof. Alle Gebäude der Oase wurden im Kontext der Eroberung Jerusalems durch die Neubabylonier 587/586 v. Chr. aufgegeben, so Bar-Adon. (Da es nur eine Bauphase gibt, im Erdgeschoss jedoch auch späthellenistisch-frührömische Keramik gefunden wurde, plädiert Yizhar Hirschfeld dafür, das Bauwerk insgesamt in diese spätere Periode zu datieren.)

## Frührömische Zeit
In hasmonäischer und herodianischer Zeit (Khirbet Qumran, Bauphasen Ib und II) war die Oase vonʿAin el-Ghuweir wieder bewohnt. Eine neue Siedlung entstand zusätzlich zum Wiederaufbau der eisenzeitlichen Ruinen. Dieser neue Komplex umfasste einen ummauerten Bereich von 43 × 19,5 m: einen großen rechteckigen Innenhof (von Bar-Adon als Halle bezeichnet) und einen Vorbau auf schmalrechteckigem Grundriss, dessen Dach von hölzernen Säulen auf steinernen Basen getragen wurde. Die Mauern waren in einer Höhe von bis zu 1,4 m, im Schnitt etwa 70 cm erhalten. Das Fundspektrum umfasste sackförmige Vorratsgefäße, Krüge, Haushaltskeramik, Lampen (darunter zwei des herodianischen Typs). Auf dem Fußboden wurden sieben Bronzemünzen aufgelesen: fünf Prägungen des Herodes, eine des Herodes Archelaos und eine des Herodes Agrippa I. (d. h. zwischen 37 v. Chr. und 44 n. Chr.).
Hirschfeld bezeichnet den Gebäudekomplex von ʿAin el-Ghuweir in dieser Periode als befestigtes Landgut mit einer charakteristischen Verbindung von Wohntrakten und landwirtschaftlichen Einrichtungen. Bar-Adon zufolge war dies ein Gemeinschaftsbau für Versammlungen und rituelle Zwecke der Qumran-Essener, die selbst in Zelten, Hütten und Höhlen lebten.
Etwa 800 m nördlich der Siedlung untersuchte Bar-Adon einen mit Keramikscherben übersäten Hügel, der bereits von Beduinen angegraben worden war, die Keramik und Skelettreste freigelegt hatten. Es war ein antiker Friedhof, der große Ähnlichkeit zu der Anlage von Khirbet Qumran hatte: die Toten waren in Rückenlage in Nord-Süd-Orientierung in Schachtgräbern beigesetzt worden. In den Gräbern der Nordgruppe wurden Skelette von 12 Männern im Alter zwischen 18 und 60/70 Jahren und 6 Frauen im Alter zwischen 18 und 34 Jahren gefunden, im Süden befand sich das Grab eines Mannes und eines Kindes. Auf den Knochen wurde öfter ein farbiger (roter oder violetter) Staub festgestellt. Neben dem Henkel eines Krugs aus Grab 18 war der Name hebräisch יהוחנן jəhôḥanan erkennbar, gefolgt von unleserlichen Buchstaben. Damit war für Bar-Adon eindeutig, dass es sich um einen antiken jüdischen Friedhof handelte.
Die Siedlung wurde im Jüdischen Krieg, etwa 68 n. Chr., von der römischen Armee zerstört.

## Textfunde aus dem Wadi Ghuweir
Von einem griechischen Papyrusfragment und einem Papierfragment in einer semitischen Sprache wird ein Fundort im Wadi Ghuweir vermutet.